# Compendio della Flora Italiana
Compendio della Flora Italiana (abreviado Comp. Fl. Ital.) es un libro con ilustraciones y descripciones botánicas que fue escrito por el botánico, y profesor universitario italiano Giovanni Arcangeli y publicado en Turín en el año 1882 y una segunda edición en 1894 con el nombre de Compendio della Flora Italiana: ossia Manuale per la determinzione delle piante che trovansi selvatiche od inselvatichite nell' Italia e nelle isole adiacent. Edition 2. 